# Thaumatoxena andreinii
Thaumatoxena andreinii (лат.) — вид термитофильных мелких мух-горбаток рода Thaumatoxena из подсемейства Thaumatoxeninae (отряд двукрылые). Африка: Ангола, Ботсвана, Замбия, Зимбабве, Малави, Намибия, Танзания, Эритрея, Южная Африка. Обнаружены в гнёздах термитов видов Macrotermes subhyalinus (Rambur), Macrotermes natalensis (Haviland), Macrotermes falciger (Gerstacker) и Macrotermes michaelseni (Sjostedt). Вид стал первым представителем рода, признанным не полужесткокрылым (Hemiptera), но двукрылым и описан в 1906 году итальянским энтомологом Филиппо Сильвестри (Silvestri, 1906), который обнаружил в них сходство с семейством Phoridae.